# Grijsnekvireo
De grijsnekvireo (Hylophilus semicinereus) is een zangvogel uit de familie Vireonidae (Vireo's).

## Verspreiding en leefgebied
Deze soort komt voor in het Amazonegebied en telt drie ondersoorten:
- H. s. viridiceps: zuidelijk Venezuela, de Guyana's en noordelijk Brazilië.
- H. s. semicinereus: noordelijk Brazilië bezuiden de Amazonerivier.
- H. s. juruanus: noordwestelijk Brazilië en noordoostelijk Peru.

## Status
De grootte van de populatie is niet gekwantificeerd maar de soort wordt omschreven als algemeen. Op de Rode lijst van de IUCN heeft deze soort de status niet bedreigd.